# El nieto de Congreve
El nieto de Congreve es una película en blanco y negro de Argentina dirigida por Leopoldo Torres Ríos sobre su propio guion escrito en colaboración con Leopoldo Torre Nilsson que se estrenó el 7 de diciembre de 1949 y que tuvo como protagonistas a Toscanito, María Concepción César, Jaime Andrada, Carlos Cotto y Alberto Gómez.
La película se rodó entre agosto y septiembre de 1949. El título del filme alude a Congreve, un caballo de carrera que corrió con éxito en hipódromos argentinos. La pieza Milonga que peina canas de Alberto Gómez de 1942 menciona en su letra actualizada a “los nietos de Congreve” con los que “vuelve a rejuvenecer”. El exitoso caballo Yatasto, nacido en 1948, fue nieto de Congreve. Tanto Torres Ríos como Torre Nilsson frecuentaban y eran conocedores del ambiente del turf.

## Sinopsis
La relación entre un gauchito sufrido y un potrillo.

## Reparto
- Toscanito…Tronquito
- María Concepción César…Carmen
- Jaime Andrada …Sebastián Simarán
- Carlos Cotto …Tomás Sosa
- Alberto Gómez …El cantor
- Salvador Di Tomasso…El jockey
- María Esther Corán…Rosaura
- Francisco Cerrulo…Agenor
- Arturo Arcari…Remendador
- Dionisio Elía
- Andrés Vázquez
- Pablo Cumo
- Adolfo Demaría
- Narciso Ibáñez
- Julio Leporace
- Margarita Canale …Niña de los camellos
- Mabel Santángelo …Mujer durmiendo
- Blanca Lagrotta
- Perfecto Fernández
- Alberto Rinaldi
- Francisco Monet
- José Sereno
- Roberto Durán
- Oscar Llompart
- Rafael Bruno
- Salvador Marcovich
- Víctor Martucci

## Comentarios
La crónica de El Mundo dijo:

”Llevada a un final isusitado la película cae en lo convencional y se reduce a una simple historieta, de muy modestos recursos."

Por su parte Noticias Gráficas opinó:

”Dos escenas hípicas están muy lejos de la verosimilitud y el público advierte sin mayor perspicacia el truco del caballete."

A su vez el crítico Jorge Miguel Couselo escribió:

”a despecho de la simpleza que se alterna con un afán descriptivo a veces excesivo, le brinda la oportunidad de un pequeño mundo que conoce, goza y sufre: el del turf. Golosamente la crítica insistirá en enfatizar el #tono menor", contradiciéndose al reconocer la genuina ambientación, el sesgo documental de la minucia."